# كأس البلطيق 2012
كأس البلطيق 2012 هي مسابقة كرة قدم أقيمت في إستونيا من 1 إلى 3 يونيو 2012.

## النظام
شارك المنتخب الفنلندي لأول مرة في المسابقة. ونتيجة لذلك تم تغيير نظام البطولة من مرحلة واحدة إلى مرحلة خروج مغلوب، بما أن لاتفيا لم توافق على لعب أكثر من مبارتين.

## الملاعب
لعبت مباريات المسابقة على ملعبين:
- ملعب تامه، تارتو
- ملعب فورو، فورو

## المباريات

### نصف النهائي
| لاتفيا                                                                                                   | 5–0   | ليتوانيا |
| --- | ----- | -------- |
| ألكسندرس تساونا 12' (ضربة جزاء) · إدغارس غوراس 17'، 48' · أليكسييس فيشناكوفس 35' · فيتالييز سميرنوفس 80' | تقرير |          |

| إستونيا         | 1–2   | فنلندا              |
| --------------- | ----- | ------------------- |
| أندريس أوبر 33' | تقرير | 10'، 22' نيازي كوقي |

### مباراة المركز الثالث
| إستونيا                    | 1–0   | ليتوانيا |
| -------------------------- | ----- | -------- |
| فلاديمير فوسكوبوينيكوف 18' | تقرير |          |

### النهائي
| فنلندا             | 1–1   | لاتفيا           |
| ------------------ | ----- | ---------------- |
| توني كوليماينن 52' | تقرير | 54' إدغارس غوراس |